# Maison Kursulić à Raška
La maison Kursulić à Raška (en serbe cyrillique : Курсулића кућа у Рашкој ; en serbe latin : Kursulića kuća u Raškoj) se trouve à Raška, dans le district de Raška, en Serbie. Elle est inscrite sur la liste des monuments culturels protégés de la République de Serbie (identifiant no SK 950),.

## Présentation
La maison, située 6 rue Ibarska, a été construite entre 1878 et 1895,. Elle est l'un des premiers bâtiments dans le style de l'Europe centrale édifiés dans la ville, à l'instar des maisons bâties au-delà de la Save et du Danube ; par son style, elle relève de l'architecture éclectique avec une prédominance des éléments néo-classiques.
Du 31 octobre au 12 novembre 1915, Raška a servi de capitale à la Serbie et la maison a servi de siège au gouvernement serbe,. Une plaque commémorative apposée sur la maison rappelle cette période, le prince-régent Alexandre et le gouvernement présidé par Nikola Pašić s'y étant réunis avant la retraite de l'armée du royaume vers l'Albanie.
La maison abrite aujourd'hui le Centre pour la culture, l'éducation et l'information Gradac (en serbe : Centar za kulturu, obrazovanje i informisanje „Gradac“),, qui accueille l'une des bibliothèques publiques du réseau de la ville et une galerie où sont organisées des expositions ; elle accueille aussi des conférences, des séances de lecture et des séances de cinéma. On y trouve une salle commémorative où sont exposés des souvenirs de la Première Guerre mondiale.